# Vilde Nilsen
Vilde Nilsen (* 12. Januar 2001 in Tromsø) ist eine norwegische Behindertensportlerin in den Disziplinen Skilanglauf und Biathlon.

## Leben
Vilde Nilsen wurde in Tromsø geboren und begann mit drei Jahren mit dem Skilanglauf sowie mit neun Jahren mit dem Biathlon. Als sie acht Jahre alt war, wurde sie mit der Bindegewebskrankheit Systemische Sklerose diagnostiziert, die zu einer Unterentwicklung des linken Beins, unterschiedlicher Beinlänge und reduzierter Beweglichkeit führte.

## Karriere
Vilde Nilsen begann als Jugendliche als Behindertensportlerin an Wettbewerben teilzunehmen und besuchte das Sportgymnasium in Tromsø. Als Fünfzehnjährige debütierte sie bei den Norwegischen Meisterschaften. Zwei Jahre später gewann sie bei den Winter-Paralympics 2018 in Pyeongchang die Silbermedaille im Langlaufsprint.
Bei den Nordischen Para-Ski Weltmeisterschaften im kanadischen Prince George im Februar 2019 gewann sie vier Goldmedaillen im Langlauf und eine Bronzemedaille im Biathlon.
Ab der Langlaufsaison 2018/2019 war Nilsen überlegen und gewann den Gesamtweltcup. 2019/20, 2022/23 und 2023/24 wiederholte sie diesen Erfolg.
Bei den Winter-Paralympics 2022 in Peking gewann Vilde Nilsen bei den Langlaufwettbewerben Silber im Sprint und mit der offenen 4×2,5 Kilometer-Staffel die Bronzemedaille; über 7,5 Kilometer kam sie auf den 5. Platz, während sie das 15-Kilometer-Rennen nicht beendete.